# Mladeškovići
Mladeškovići är en ort i Bosnien och Hercegovina.   Den ligger i entiteten Federationen Bosnien och Hercegovina, i den centrala delen av landet, 40 km sydväst om huvudstaden Sarajevo. Mladeškovići ligger 402 meter över havet och antalet invånare är 155.
Terrängen runt Mladeškovići är bergig söderut, men norrut är den kuperad. Mladeškovići ligger nere i en dal. Närmaste större samhälle är Konjic, 3,8 km norr om Mladeškovići. 
Omgivningarna runt Mladeškovići är en mosaik av jordbruksmark och naturlig växtlighet. Runt Mladeškovići är det ganska tätbefolkat, med 93 invånare per kvadratkilometer.